# 狮子口水库
狮子口水库是中国浙江省衢州市常山县境内的一座水库，位于虹桥溪上，建于1958年。水库正常库容为846万立方米，集雨面积为88平方千米，海拔为101.71米。